# Agustín Farabundo Martí

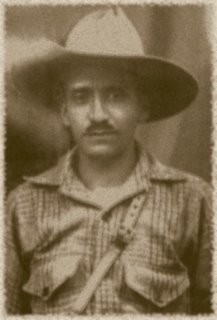
Farabundo Martí nel 1929

Agustín Farabundo Martí Rodríguez (Teotepeque, 5 maggio 1893 – San Salvador, 1º febbraio 1932) è stato un politico e rivoluzionario salvadoregno.

## Biografia

### Gioventù
Farabundo Martí, sesto dei quattordici figli di Pedro Martí e Socorro Rodríguez, si diplomò nel 1913 al Collegio Salesiano Santa Cecilia de Santa Tecla, quindi studiò diritto alla facoltà di giurisprudenza e scienze sociali dell'Università di El Salvador.
Nel 1920 fu deportato in Guatemala per il suo coinvolgimento nelle lotte popolari contro il governo oligarchico della famiglia Meléndez-Quiñonez. Durante l'esilio guatemalteco, nel 1925 partecipò alla fondazione del Partito Comunista Centroamericano.

### Impegno politico
Nello stesso anno ritornò a El Salvador, come delegato dell'organizzazione Soccorso Rosso Internazionale, e collaborò con l'organizzazione della Federación Regional de Trabajadores Salvadoreños (Federazione Regionale dei Lavoratori Salvadoregni).
Fu detenuto e espulso dal paese in varie occasioni e, dall'estero, continuò il suo lavoro di organizzazione e propaganda come delegato dell'Internazionale Comunista.
Nel 1928 si recò negli Stati Uniti dove a New York si unì alla Lega Antimperialista delle Americhe (LADLA, Liga Antiimperialista de las Américas) , che lo inviò come rappresentante in Nicaragua, dove lavorò come segretario di Augusto César Sandino.
Tra il 1920 e il 1932 fu incarcerato nove volte: sei in El Salvador e le altre in Guatemala, Stati Uniti e Messico.

### Militanza nel Partito Comunista Salvadoregno
Farabundo Martí fu dirigente del Partito Comunista Salvadoregno (PCS), fondato nel 1930, mentre il Salvador viveva gli effetti della Grande depressione. Nel 1931, dopo il rovesciamento del presidente Arturo Araujo, il generale Maximiliano Hernández Martínez prese il potere. Nel gennaio del 1932 il PCS partecipò alle elezioni municipali e legislative, denunciando frodi elettorali da parte del governo di Martínez. Il Comitato Centrale del PCS decise di preparare un sollevamento popolare contro il governo martinista.
Farabundo Martí fu incarcerato, il 19 gennaio 1932, in una casa del quartiere San Miguelito di San Salvador, insieme agli studenti universitari Alfonso Luna e Mario Zapata. Il sollevamento iniziò il 22 gennaio 1932 e si estese alla zona occidentale del paese. I contadini in rivolta riuscirono a prendere alcune caserme, ma erano mal armati e mancavano di organizzazione. L'insurrezione fu soffocata dall'esercito del presidente Martínez con una forte repressione che, in poche settimane, provocò tra 15 000 e 30 000 morti (non si seppe mai la cifra esatta della carneficina).

### Morte

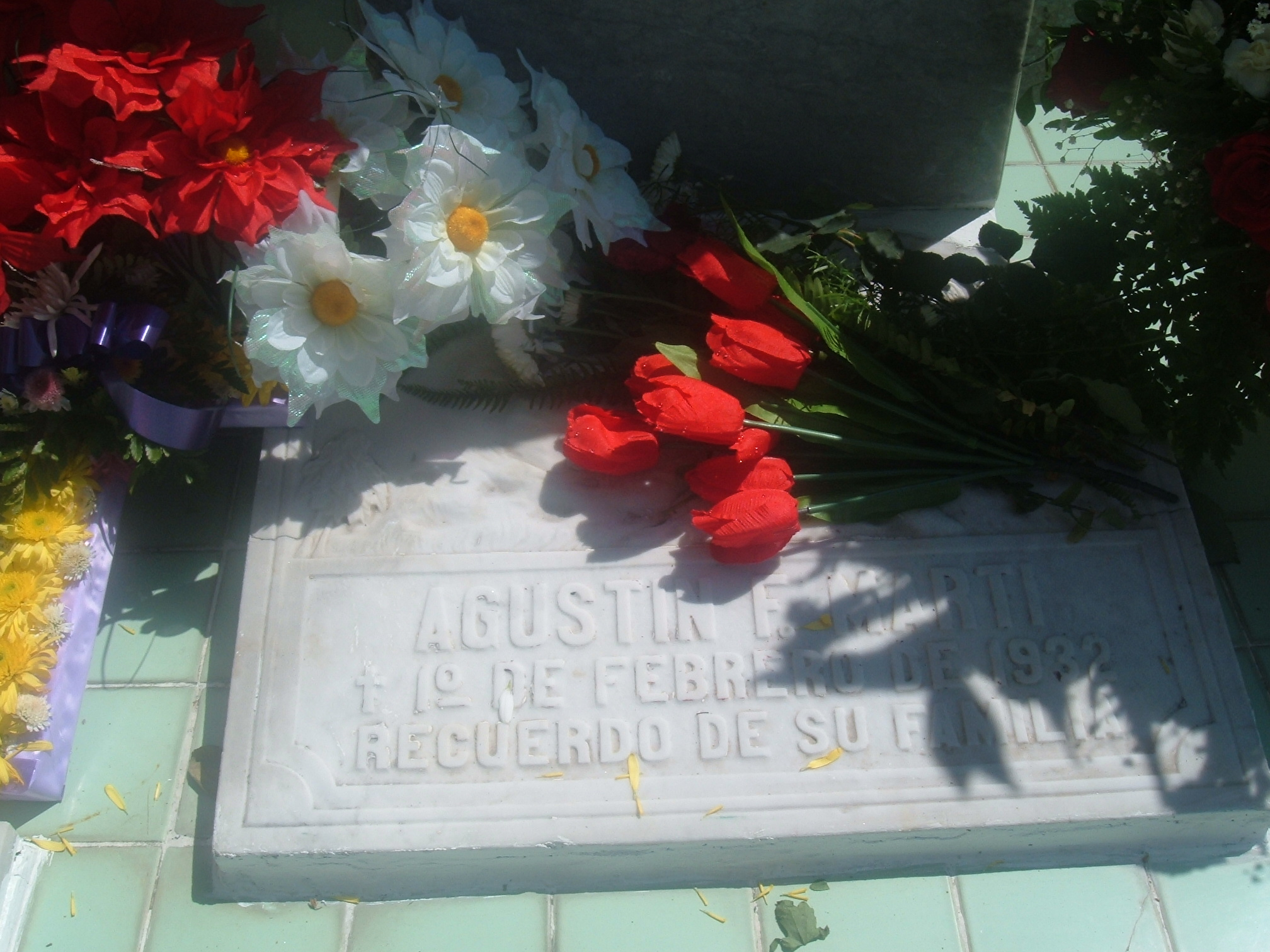
La lapide di Farabundo Martí nel Cementerio de los Ilustres a San Salvador.

Martí e i suoi compagni Luna e Zapata furono condannati a morte da un tribunale militare. La fucilazione fu eseguita il 1º febbraio 1932.

## Eredità politica
La figura di Martí fu ripresa dalla sinistra salvadoregna, nei decenni successivi, come simbolo di resistenza di fronte ai successivi governi militari.
Nel 1980 fu dato il suo nome al Fronte Farabundo Martí per la Liberazione Nazionale, (in spagnolo Frente Farabundo Martí para la Liberación Nacional, o FMLN), alleanza di organizzazioni guerrigliere poi trasformata nel partito politico vincitore delle elezioni del 2009 e del 2014.
Anche uno dei gruppi originari del FMLN, il più potente durante la guerra civile di El Salvador tra il 1979 e il 1992, faceva riferimento al suo nome, essendo chiamato Fuerzas Populares de Liberación "Farabundo Martí".